# 財団法人国防理工学園
財団法人国防理工学園（ざいだんほうじんこくぼうりこうがくえん）は、かつて静岡県清水市(現在の静岡市清水区）に存在した財団法人。現在の学校法人東海大学の前身。

## 概要
東海大学の前身である航空科学専門学校と電波科学専門学校を経営していた。

## 沿革
- 1941年（昭和16年）

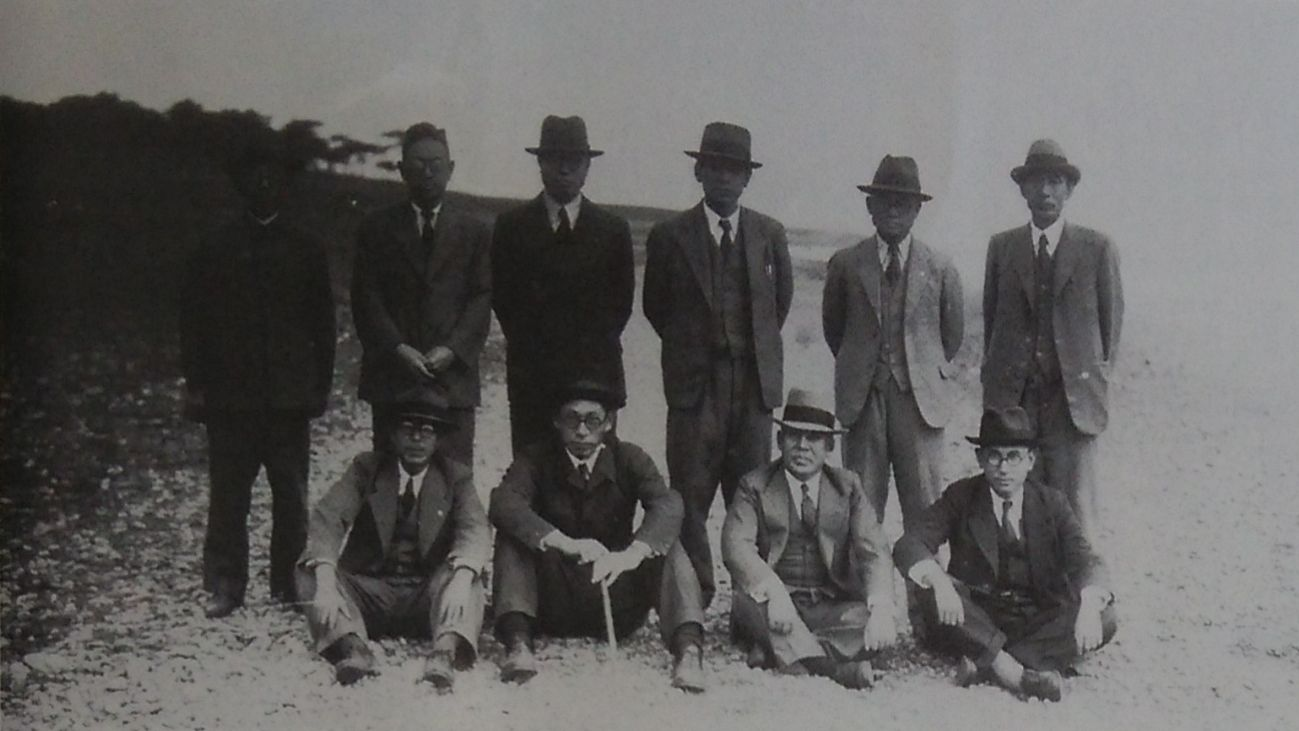
建設予定地視察時

  - 8月 - 学園の候補地を清水に決定する。
- 1942年（昭和17年）
  - 12月8日 - 財団法人国防理工学園を設立。
  - 12月8日 - 航空科学専門学校を設立。
- 1944年（昭和19年）
  - 4月18日 - 電波科学専門学校を設立。
- 1945年（昭和20年）
  - 8月15日 - 法人名を財団法人東海学園と改称。

## 設置校
- 航空科学専門学校
- 電波科学専門学校